# Can Clavell
Can Clavell és una masia gòtica de Santa Susanna (Maresme) inclosa a l'Inventari del Patrimoni Arquitectònic de Catalunya.

## Descripció
Masia de planta rectangular i dos pisos, coberta a dues vessants amb el carener perpendicular a la façana principal.
Portal adovellat de mig punt a un costat de la façana i finestres amb llindes i brancals de pedra picada. La finestra de l'esquerra és gòtica conopial, la llinda està formada per dos blocs de pedra i té l'ampit motllurat. El cos principal fou ampliat per la banda dreta, i on hi havia l'antiga cantonera se situa, a nivell de teulada, una gàrgola reaprofitada.

## Història
Va ser restaurada a finals del segle xx.